# Воздушный шар (картина)
«Воздушный шар» — картина венгерского живописца Пала Синьеи-Мерше, созданная в 1878 году. На данный момент картина находится в собрании Венгерского национального музея.
Картина была создана после того, как шурин художника совершил путешествие на воздушном шаре в мае 1873 года. В то время художник желал обучаться живописи в Париже, но из-за финансовых проблем ему пришлось остаться в Венгрии, благодаря этому он развил свой собственный стиль, отличный от представителей французской школы. Тематика технического прогресса и покорения человеком воздуха и гравитации часто присутствует в творчестве Синьеи-Мерше. Процесс полёта также становится символом свободы творчества и мысли.